# Ľudo Lehen

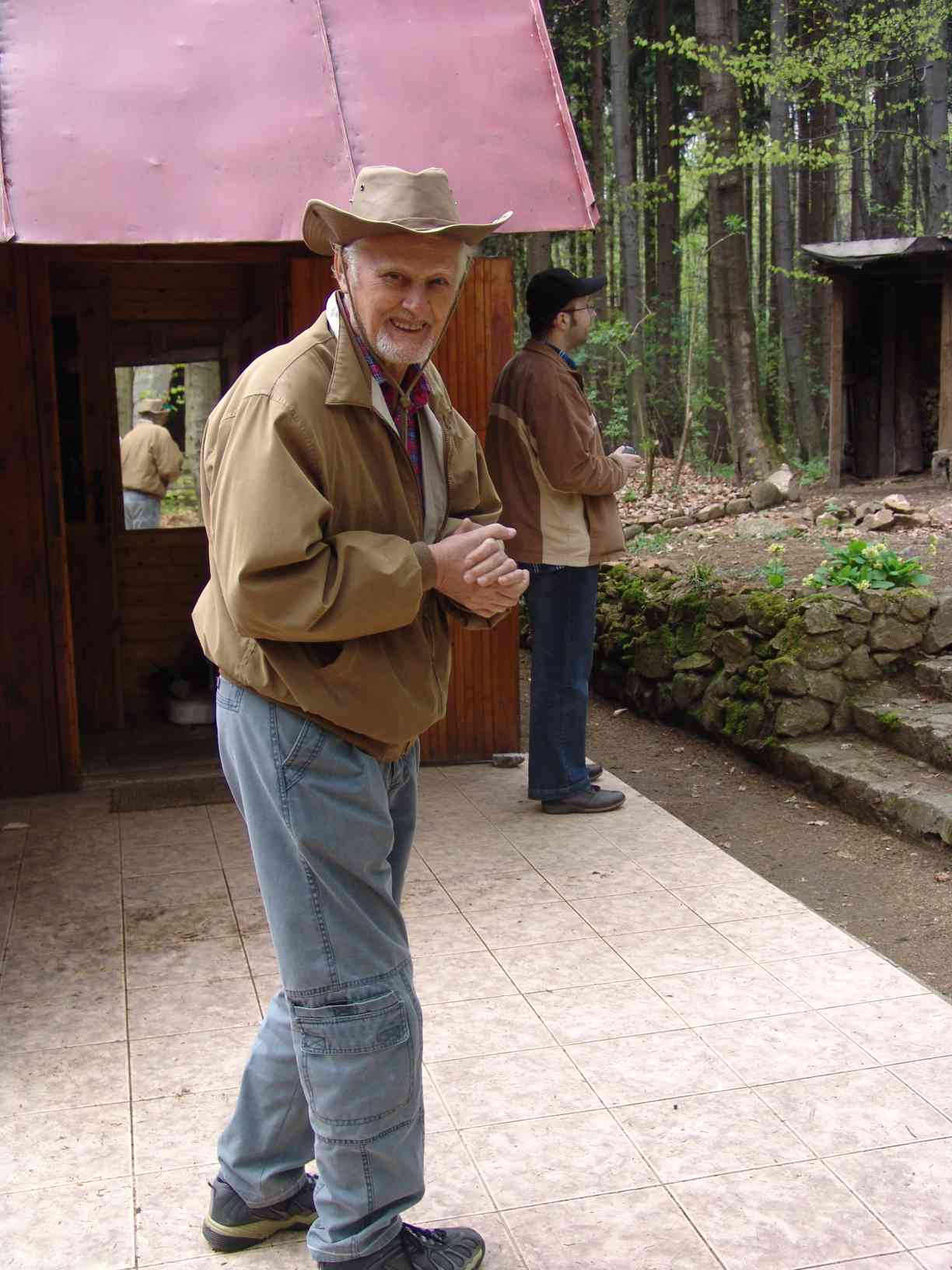
Ľudo Lehen (um 2008)

Ľudovít Lehen (* 3. Juni 1925 in Banská Bystrica; † 12. Mai 2014 in Bratislava) war ein slowakischer Maler, Bildhauer und Schachkomponist.

## Biografie
Ľudo Lehen studierte 1949 bis 1955 an der Hochschule für Bildende Künste in Bratislava bei D. Milly and V. Hložník. 1955 gewann er den 1. Preis im tschechoslowakischen Wettkampf in der realistischen Zeichnung. Er wurde im kubistischen Stil von Pablo Picasso inspiriert. Seine Werke waren in Brüssel, in China und in der UdSSR ausgestellt.
In den Jahren, in denen sich jeder junge Künstler nach dem Leben in vollen Zügen und dem künstlerischen Schaffen sehnt, wurde sein Lebensweg von einem Tag zum anderen jäh unterbrochen. Er wurde Opfer in einem konstruierten, politischen Prozess. Bis 1968 war er sechs Jahre im Gefängnis in Leopoldov. Zwei seiner Ausstellungen fanden 1966 und 1967 in Leopoldov statt.
Nach der Rückkehr ins normale Leben wurde aus ihm ein ganz anderer Ľudo Lehen. Ein Künstler war er geblieben, aber er hatte sich eine eigene Welt aufgebaut, in der er, wie er sagte „für sich selbst“ schuf. Der Grund dieser, eigentlich lebenslangen „Illegalität“ des Ľudo Lehens sind Schicksalsschläge, die ihn im jungen Alter, am Anfang seiner Karriere, getroffen hatten.
Die letzten Jahre lebte er in Petržalka, einem Stadtteil von Bratislava. Seine Wohnung war zugleich sein Atelier und ab und zu auch Ausstellungsraum. In seinem künstlerischen Mittelpunkt stand die Frau. Manchmal hat sie Ähnlichkeit mit seiner Tochter, andermal hat sie wieder das Gesicht der Venus oder eines Mädchens in örtlicher Bekleidung; die Gestalten sind stilisiert und berufen sich auf manche archaische Merkmale, die in außereuropäischer Kunst vorkommen.

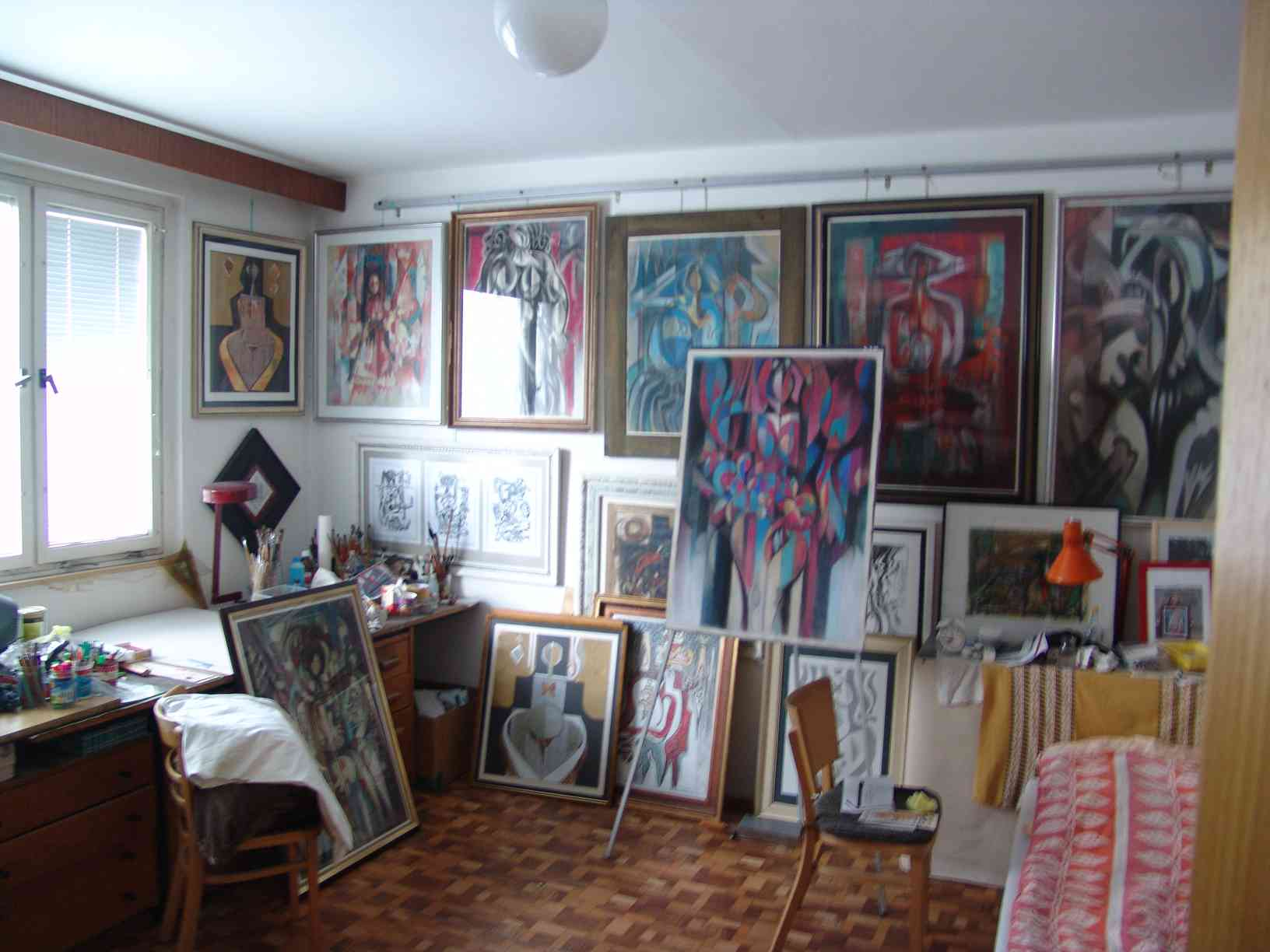
Atelier Ľudo Lehens (2008)

## Ausstellungen in der Slowakei
- 1967 Leopoldov
- 1968 Leopoldov
- 1973 Trenčín – Art Protisy
- 1985 Šaľa – Pastell
- 1998 Galanta – Auszug aus seinen Werken
- 2001 Bratislava – Akte
- 2003 Bratislava
- 2010 Bratislava

## Schachkomposition
Lehen begann 1977 im Alter von 52 Jahren Schachaufgaben zu komponieren. In erster Linie beschäftigte er sich mit Zweizügern, Hilfsmattaufgaben und mit Märchenschach. Er publizierte zahlreiche Gemeinschaftsarbeiten mit Juraj Brabec, aber auch andere mit Peter Gvozdják oder Jozef Taraba. Seine bevorzugten Richtungen waren Mehrphasenwechsel, das Dombrowskis- und das Hannelius-Thema.